# Ceratina lieftincki
Ceratina lieftincki là một loài Hymenoptera trong họ Apidae. Loài này được van der Vecht mô tả khoa học năm 1952.